# James Hall (paleontoloog)
James Hall (Hingham, 12 september 1811 - Bethlehem, 7 augustus 1898) was een Amerikaans paleontoloog en geoloog en deskundige op het vlak van Stratigrafie.
Hij is de stichter van de American Association of Geologists (hedendaags de American Association for the Advancement of Science) en het International Congress of Geologist. Daarnaast ook een stichtend lid van de National Academy of Sciences.
De ontvangst zaal in het Rensselaer Polytechnic Institute werd uit eerbetoon naar hem genoemd en heet de "Hall Hall".

## Enkele publicaties
- Geology of New York, Part IV (1843)
- Palaeontology of New York, 8 volumes (1847–1894).
- Geological Survey of Iowa, 2 volumes (1858–1859)
- Report on the Geological Survey of the State of Wisconsin (1862)
- United States and Mexican Boundary Survey (1857)